# Sergueï Strukov
Sergueï Stanislavovitch Strukov (en russe : Сергей Станиславович Струков), né le 17 septembre 1982, est un footballeur russe évoluant actuellement au poste d'attaquant au FC Kaisar Kyzylorda.
Au cours de sa carrière de joueur, il dispute six matchs en Ligue des champions et quatre matchs en Ligue Europa.
Avec l'équipe du FK Aktobe, il gagne deux championnats du Kazakhstan.

## Biographie
Sergueï Strukov commence à jouer au football dans son pays natal, la Russie, avant de rejoindre le Kazakhstan en 2007.
En janvier 2008, il rejoint le FK Aktobe, avec qui il remporte son premier titre  de champion.
Le 16 juillet 2008, il joue son premier match de Ligue des champions contre le club moldave du Sheriff Tiraspol.
Le 20 août 2009, il inscrit un doublé contre le Werder Brême en Ligue Europa, mais ne peut empêcher la défaite 6 buts à 3 de son équipe.
Le 14 mars 2010, il marque un but lors de la Supercoupe du Kazakhstan contre le FK Atyrau, contribuant ainsi à la victoire de son équipe.

## Palmarès
- Champion du Kazakhstan en 2008 et 2009 avec le FK Aktobe
- Vainqueur de la Coupe du Kazakhstan en 2008 avec le FK Aktobe
- Vainqueur de la Supercoupe du Kazakhstan en 2010 avec le FK Aktobe